# Crypte archéologique

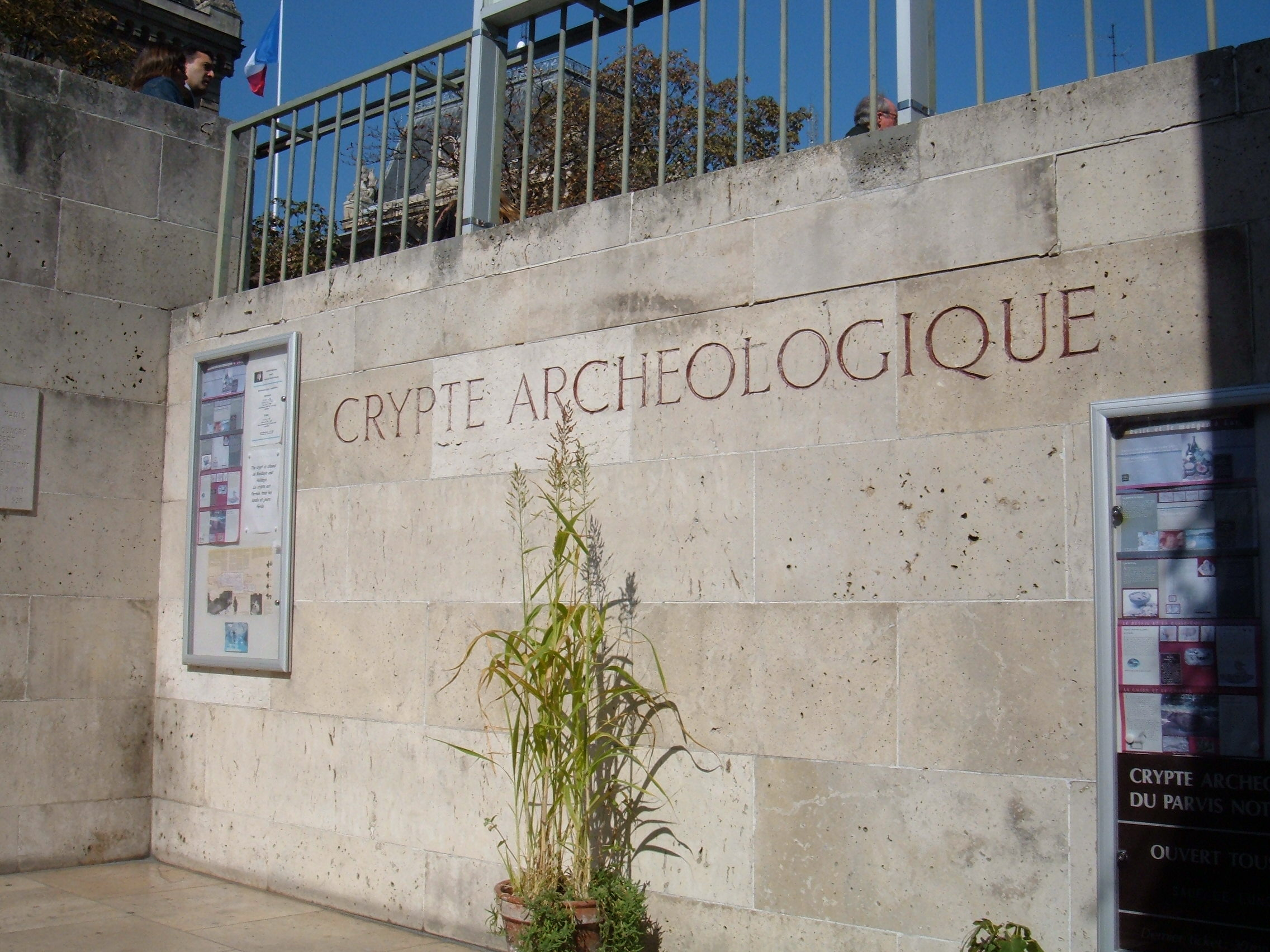
L'ingresso

La Crypte archéologique è costituita dai numerosi resti degli edifici gallo-romani, conservati a Parigi sull'Île de la Cité.
La cripta si estende per 120 metri sotto la Piazza di Notre-Dame. Nella cripta si trovano anche le tracce del sofisticato impianto di riscaldamento sotterraneo in un edificio dell’antica Lutezia (nome della città romana corrispondente all’attuale Parigi).

## Descrizione
La crypte mostra numerose vestigia ancora presenti nel lato meridionale dell'île de la Cité, cuore storico di Parigi:

### Epoca Gallo-romana

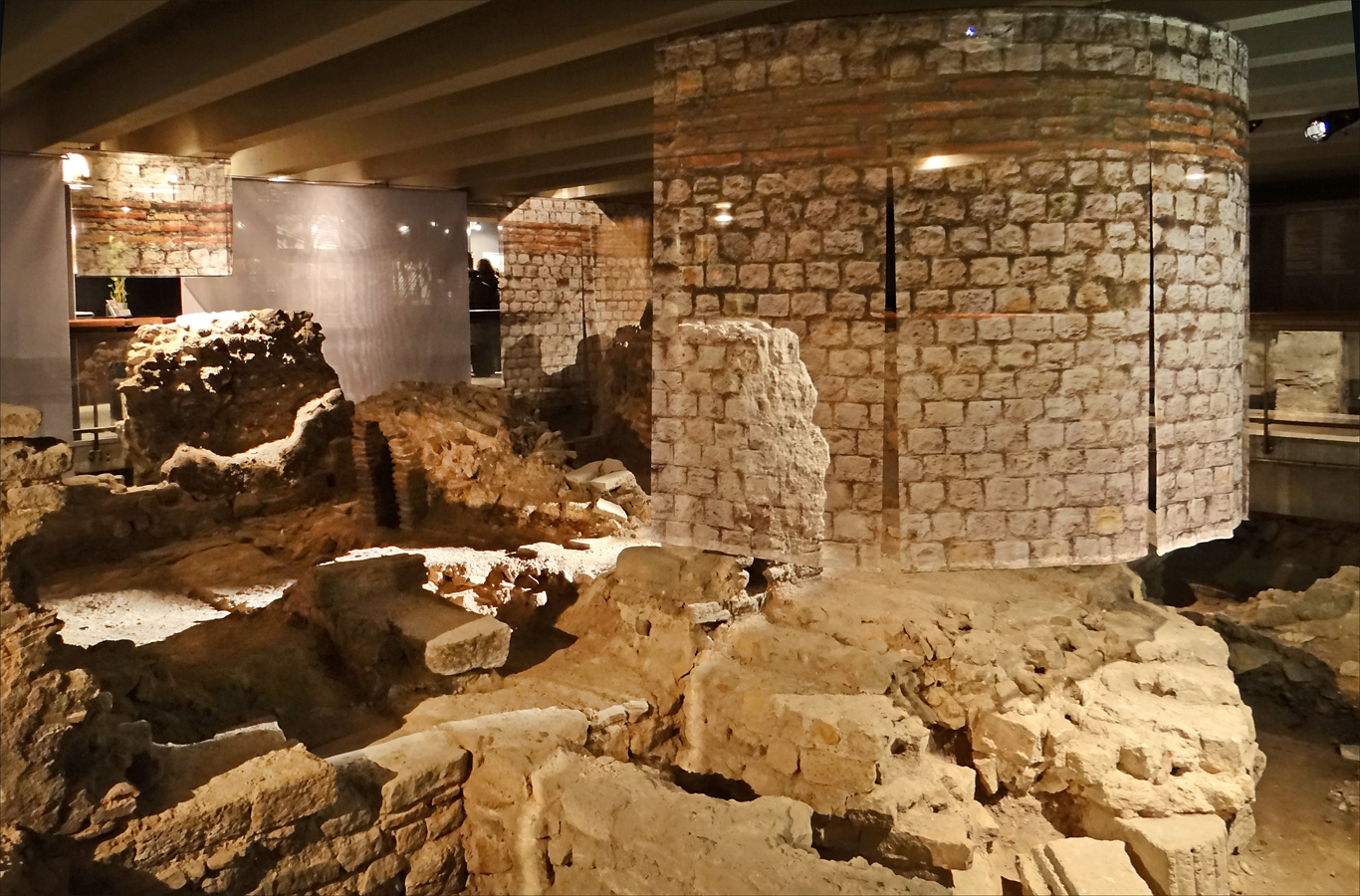
Resti della cinta muraria romana.

- Parte della banchina del porto antico di Lutezia;
- Edificio termale dei bagni pubblici gallo-romani del quale resta l'Ipocausto, impianto di riscaldamento sotterraneo;
- Parte della cinta muraria romana dell'inizio del IV secolo;

### Medioevo
- Fondamenta dell'antica cappella dell'Hôtel-Dieu;
- Fondamenta delle case della rue Neuve-Notre-Dame.

### XVIII secolo
- Fondamenta dell'Hospice des Enfants-Trouvés, l'Orfanotrofio fondato nel 1638 da san Vincenzo de' Paoli.

### XIX secolo
- tracce delle fognature haussmanniane.